# Tomas Pettersson
Tomas Rune Pettersson (Vårgårda, 15 de maio de 1947) é um ex-ciclista sueco. Fez parte da equipe sueca na prova de estrada contrarrelógio de quatro irmãos Petterson, conhecidos como irmãos Fåglum, que conquistaram o título mundial em 1967–1969 e uma medalha de prata nos Jogos Olímpicos de Verão de 1968. No ano de 1967, eles foram premiados com Medalha de Ouro do Svenska Dagbladet.
Se tornou profissional após o Campeonato Mundial UCI de 1969, juntamente com os outros quatro irmãos. Competiu no Tour de France em 1970 e 1971 e venceu o Troféu Baracchi de 1970, juntamente com o irmão Gösta. Retirou-se prematuramente em 1973, e mais tarde, se arrependeu dessa decisão.